# Larrousse LH94
A Larrousse LH94 egy Formula–1-es versenyautó, amit a Larrousse csapat tervezett az 1994-es Formula–1 világbajnokságra. Pilótafelállása az év során többször változott: az idényt az Olivier Beretta - Érik Comas párossal kezdték meg, majd az előbbit Philippe Alliot, Yannick Dalmas és Noda Hideki váltották, utóbbit pedig az utolsó futamon Jean-Denis Delétraz. Ez volt a csapat által utoljára versenyeztetett autó, miután az 1995-ös idényben már nem tudtak elindulni.

## Fejlesztése
A kasztnit a Robin Herd tulajdonában álló Larrousse UK tervezte, és az előző évi autó alapjaira épült. Strukturálisan merevebb lett az egész autó, és az új szabályok miatt, amelyek lehetővé tették a verseny közbeni tankolást, kisebb lett az üzemanyagtartálya is. Mivel a Lamborghini kiszállt a sportágból, ezért motorpartnert kellett váltaniuk, és a Ford HB erőforrások mellett döntöttek, mert a gyártóval már volt korábban tapasztalatuk.
A csapat leszerződött a Benetton istállóval is, és ezért az ő előző évi váltójukat használhatták. Ennek a kapcsolatnak voltak komolyabb következményei is: amikor a német nagydíjon tankolás közben kigyulladt Jos Verstappen Benettonja, kiderült, hogy ez azért volt, mert a tankolócsőből kiszerelt a csapat egy üzemanyagszűrőt. Hogy ezt miért tették, arra pedig a Larousse csapattal folytatott kommunikációjuk volt az indok: ők sem használtak szűrőt, mégpedig azért, mert elmondásuk szerint számukra a beszállító Intertechnique kifejezetten úgy nyilatkozott, hogy megtehetik.
Szerény költségvetésük ellenére a Larrousse megtervezte a szezonközi tesztjeit, ahová fejlesztéseket hoztak volna. A Roland Ratzenberger és Ayrton Senna halálával járó imolai futam után azonban megváltoztatták a szabályokat, és az autók lassítására valamint a leszorítóerő csökkentésére tettek intézkedéseket - ez azzal járt, hogy a Larrousse számára is meg kellett építeni a szükséges alkatrészeket, és így nem maradt pénzük érdemi fejlesztésekre.
Az autók festése megváltozott: a belga Alkens-Maes sörgyár lett a legnagyobb szponzoruk, ezért az idény nagy részében zöld-kék Tourtel színekben pompáztak, kivéve néhány futamon, ahol a Kronenbourg piros-fehérjét öltötték magukra. Szponzorként érkezett még a Gitanes és a Gauloises is, ahol be voltak tiltva a dohányreklámok, ott hiányoztak a matricáik.

## A szezon
Az egyik versenyzőjük továbbra is Érik Comas volt, a másik ülést egy fizetős pilóta, a monacói Olivier Beretta kapta meg. Az idény ígéretesen kezdődött, mert Comas előbb Brazíliában kilencedik, majd Aidában hatodik lett, és ezzel szerzett is egy pontot. Az imolai futamot követő szabályváltozások miatt azonban a csapat nem tudott már érdemben fejleszteni, ezért elkezdtek lemaradni a többiektől. Az sem segített, hogy a spanyol nagydíjtól rendszeresek voltak a motormeghibásodások. Alapvető probléma volt az autóval az alulkormányozottság, valamint a tapadás hiánya. A német nagydíjon Comas még tudott egy pontot szerezni.
Az év vége felé látszott a Larrousse kétségbeejtő anyagi helyzete: miután Beretta pénze elfogyott, más fizetős versenyzők ültek be a helyére: Alliot, Dalmas és Noda. Sőt, a legutolsó, ausztrál nagydíjra már Comas helyére és Delétraz ült be.
Ez volt a Larrousse utolsó idénye, mert bár elkezdték építeni a következő évi autót, időközben elfogyott a pénz. Amikor találtak egy keveset, akkor pedig egyértelmű volt, hogy nem készül el az 1995-ös szezonnyitóra. Ideiglenes megoldásként az LH94 átépítését tervezték, de erről is letettek azzal, hogy az új autóra várnak és inkább kihagyják az első két versenyt.

## Eredmények
| Év   | Csapat               | Motor   | Gumik | Pilóták             | 1   | 2   | 3   | 4   | 5   | 6   | 7   | 8   | 9   | 10  | 11  | 12  | 13  | 14  | 15  | 16  | Pontok. | Helyezés |
| ---- | -------------------- | ------- | ----- | ------------------- | --- | --- | --- | --- | --- | --- | --- | --- | --- | --- | --- | --- | --- | --- | --- | --- | ------- | -------- |
| 1994 | Larrousse Tourtel F1 | Ford HB | G     |                     | BRA | PAC | SMR | MON | ESP | CAN | FRA | GBR | GER | HUN | BEL | ITA | POR | EUR | JPN | AUS | 2       | 11t.     |
| 1994 | Larrousse Tourtel F1 | Ford HB | G     | Olivier Beretta     | KI  | KI  | KI  | 8   | NI  | KI  | KI  | 14  | 7   | 9   |     |     |     |     |     |     | 2       | 11t.     |
| 1994 | Larrousse Tourtel F1 | Ford HB | G     | Philippe Alliot     |     |     |     |     |     |     |     |     |     |     | KI  |     |     |     |     |     | 2       | 11t.     |
| 1994 | Larrousse Tourtel F1 | Ford HB | G     | Yannick Dalmas      |     |     |     |     |     |     |     |     |     |     |     | KI  | 14  |     |     |     | 2       | 11t.     |
| 1994 | Larrousse Tourtel F1 | Ford HB | G     | Noda Hideki         |     |     |     |     |     |     |     |     |     |     |     |     |     | KI  | KI  | KI  | 2       | 11t.     |
| 1994 | Larrousse Tourtel F1 | Ford HB | G     | Érik Comas          | 9   | 6   | KI  | 10  | KI  | KI  | 11  | KI  | 6   | 8   | KI  | 8   | KI  | KI  | 9   |     | 2       | 11t.     |
| 1994 | Larrousse Tourtel F1 | Ford HB | G     | Jean-Denis Délétraz |     |     |     |     |     |     |     |     |     |     |     |     |     |     |     | KI  | 2       | 11t.     |

## Forráshivatkozások
1. ↑  Larrousse LH94 • STATS F1. www.statsf1.com. (Hozzáférés: 2024. december 18.)
2. ↑  News Feature > The future of Gerard Larrousse as a team owner > F1 Features - Grandprix.com. web.archive.org, 2016. március 3. [2016. március 3-i dátummal az eredetiből archiválva]. (Hozzáférés: 2024. december 18.)